# Dregowitschen
Die Dregowitschen (russisch Дреговичи, belarussisch Дрыгавічы), auch Draguwiten,  waren ein ostslawischer Stamm, der im 9. und 10. Jahrhundert entlang des Pripjat und im oberen Dnepr-Gebiet lebte. Ihr Name stammt vom altslawischen Wort dregwa, was Sumpf bedeutet. Sie werden von einigen Forschern mit der Sarubinzy-Kultur in Verbindung gebracht. Ihre Nachbarn im Osten waren die Radimitschen, im Nordosten die Kriwitschen bzw. Polotschanen, im Westen die Balten und im Süden die Drewljanen.
Archäologische Ausgrabungen zeigen Reste von landwirtschaftlich orientierten Siedlungen, Grabhügel und kleine befestigte Städte. Die Chroniken erzählen sehr wenig über die Dregowitschen. Man weiß, dass sie ein eigenes Fürstentum am Pripjat mit dem Zentrum in Turow hatten. Im 10. Jahrhundert wurden ihre Gebiete Teil der Kiewer Rus, später waren diese Gebiete der Kern des Fürstentums Turow. Der nordöstliche Teil des von den Dregowitschen besiedelten Territoriums wurde Teil des Fürstentums Polozk. Man geht davon aus, dass die Dregowitschen zusammen mit den Radimitschen, Polotschanen und einem Teil der Kriwitschen zu den Vorfahren der Belarussen zählen.